# Slovany
Slovany este o comună slovacă, aflată în districtul Martin din regiunea Žilina. Localitatea se află la altitudinea de 470 m deasupra n.m., se întinde pe o suprafață de 14,303 km2 și în 2017 număra 461 de locuitori. Se învecinează cu comuna Znióváralja, Martin.

## Istoric
Localitatea Slovany este atestată documentar din 1252.

## Demografie
| An:                | 1994 | 2004   | 2014    | 2024   |
| ------------------ | ---- | ------ | ------- | ------ |
| Număr de persoane: | 375  | 410    | 455     | 431    |
| Diferență:         |      | +9,33% | +10,97% | −5,27% |

| An:                | 2023 | 2024   |
| ------------------ | ---- | ------ |
| Număr de persoane: | 426  | 431    |
| Diferență:         |      | +1,17% |